# Hyalophora cecropia
Hyalophora cecropia är en fjärilsart som beskrevs av Carl von Linné 1758. Hyalophora cecropia ingår i släktet Hyalophora och familjen påfågelsspinnare. Inga underarter finns listade i Catalogue of Life.
H. cecropia har varit mycket viktig i utvecklingen av forskningen kring insektsimmunitet som leddes av Hans G. Boman. Bland annat upptäcktes protein Hemolin först i H. cecropia.

## Bildgalleri

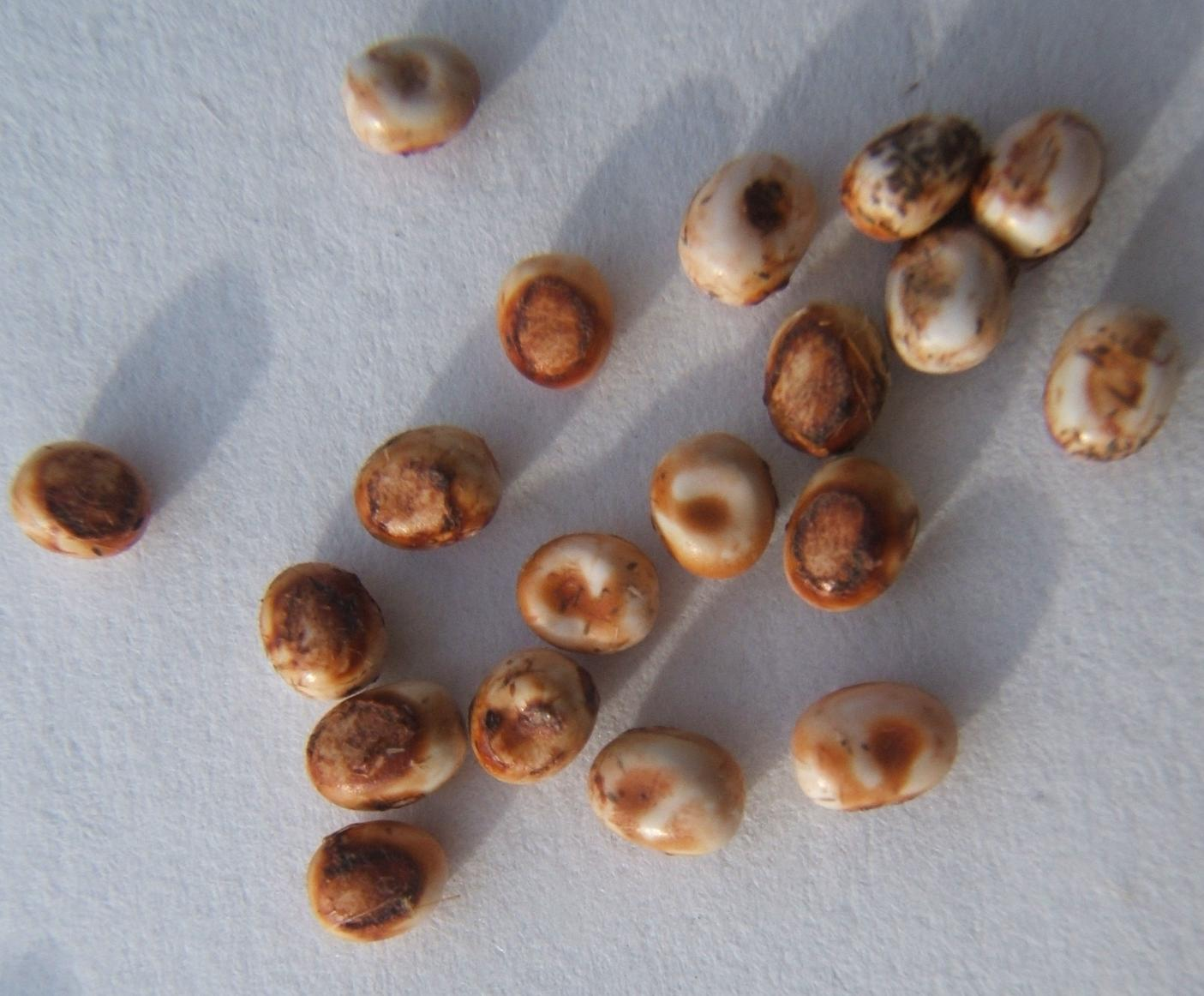
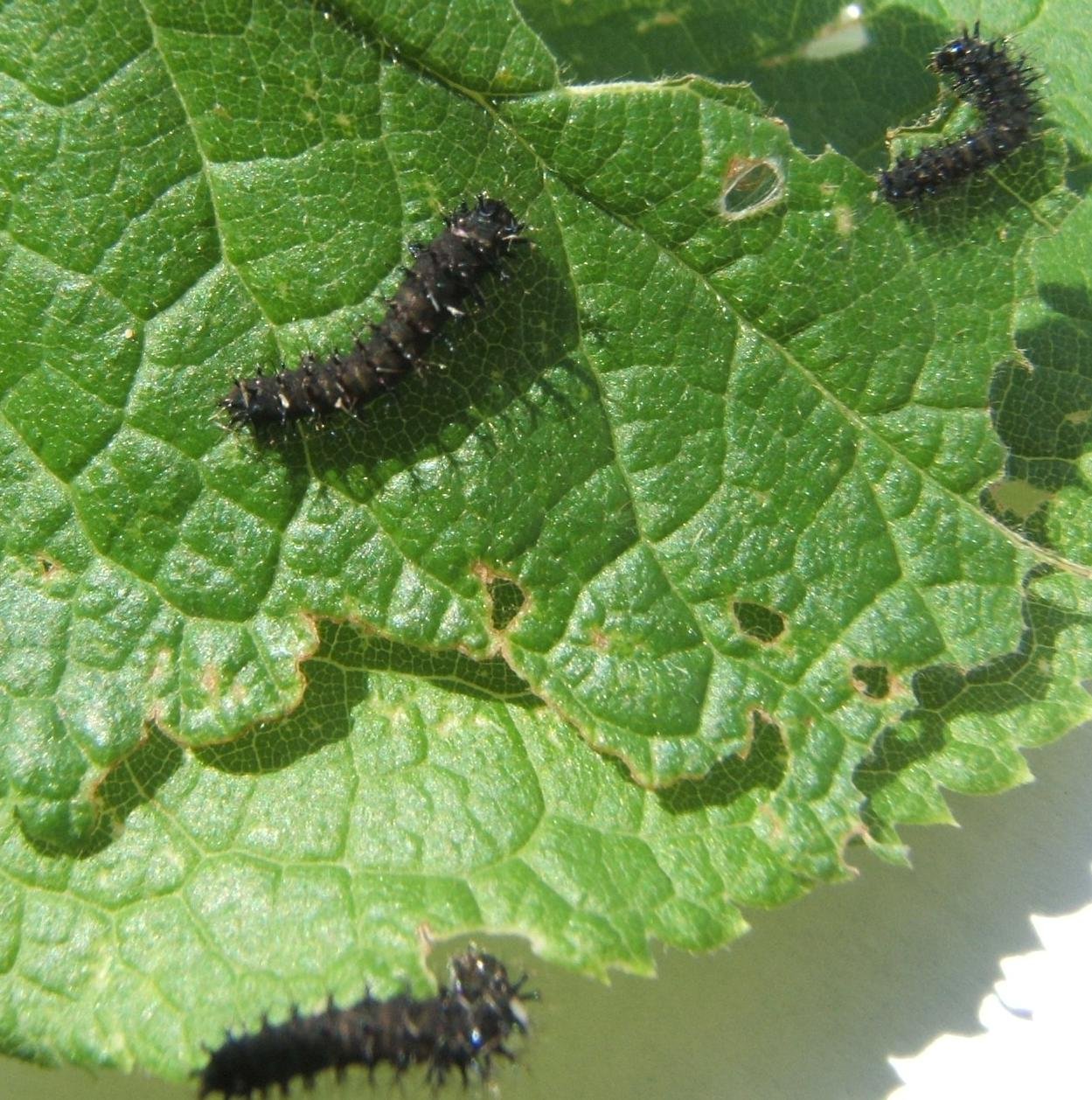
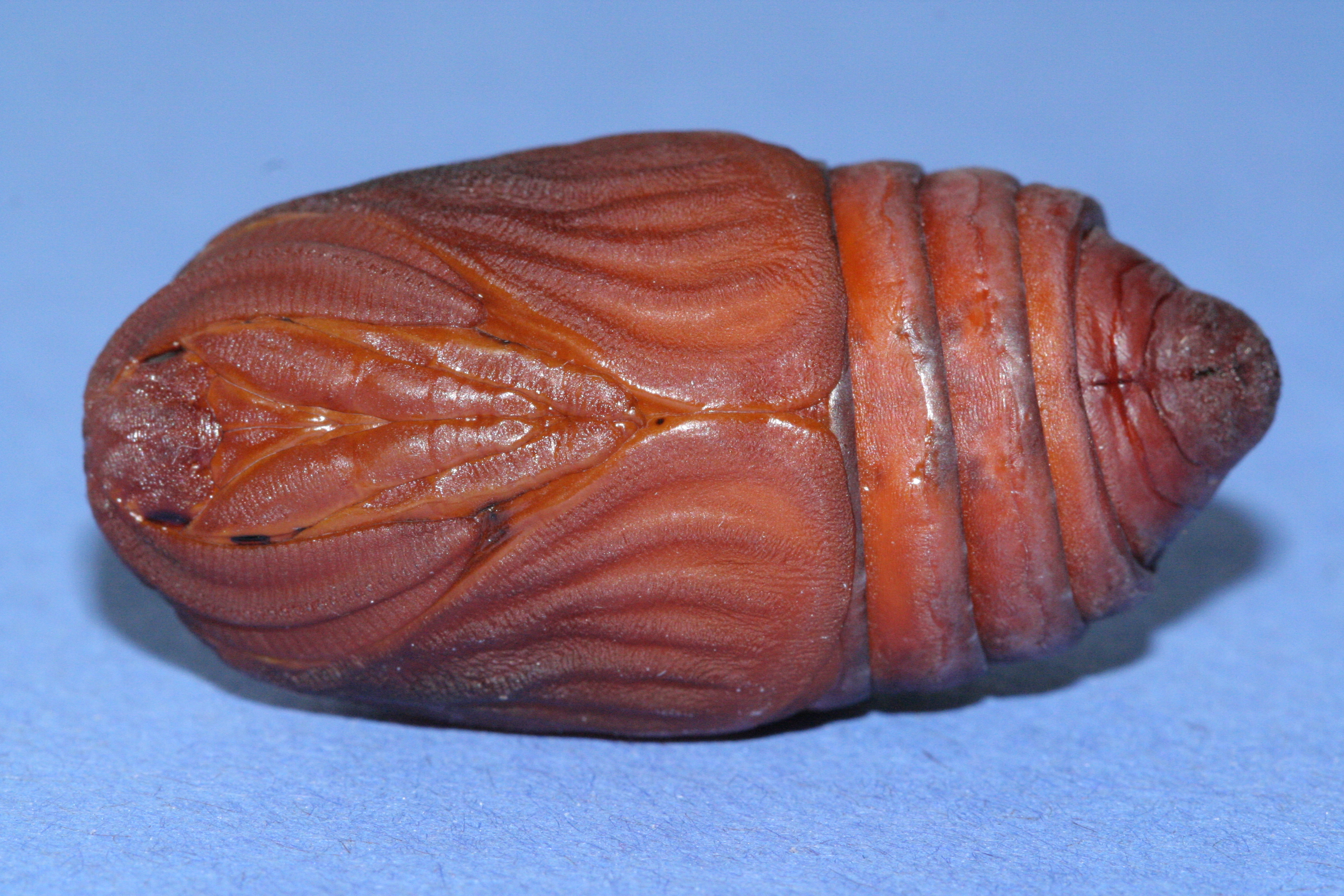
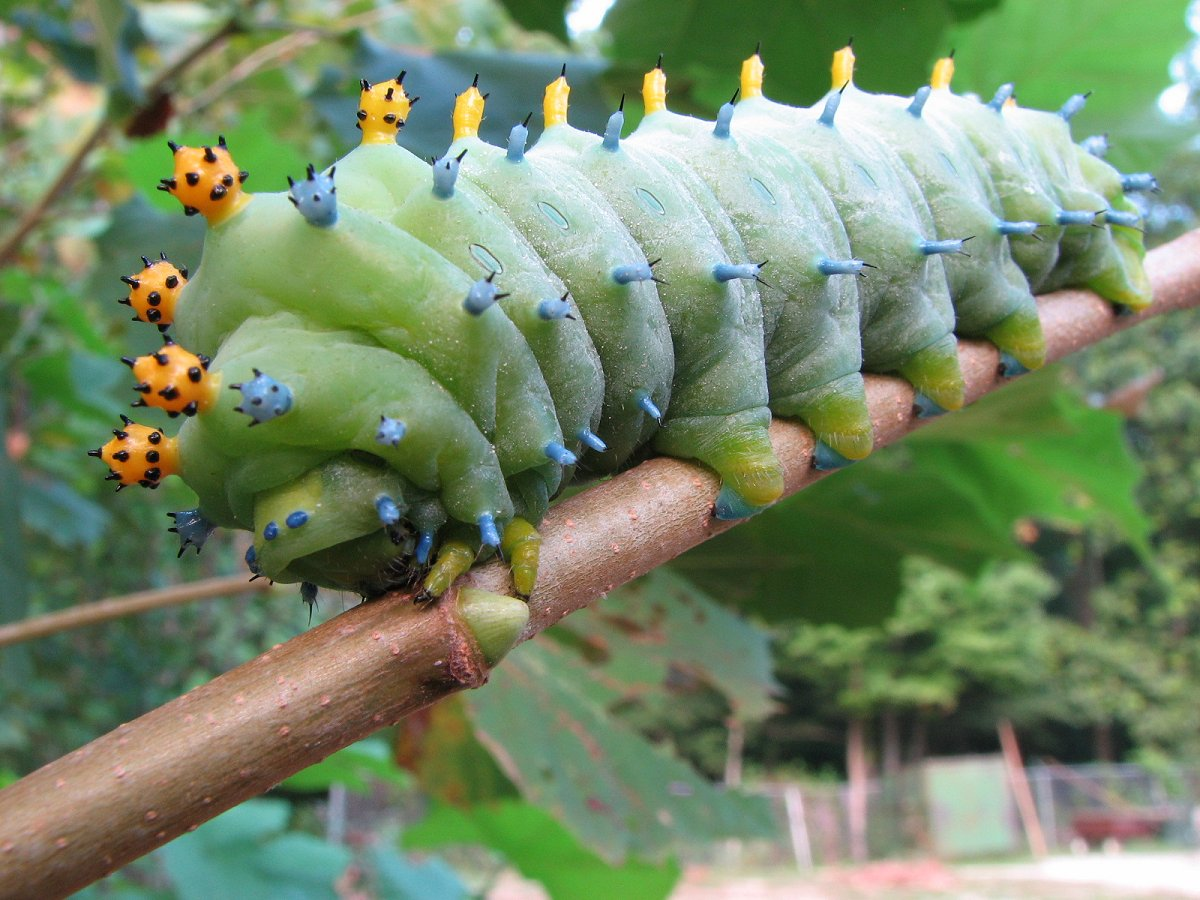
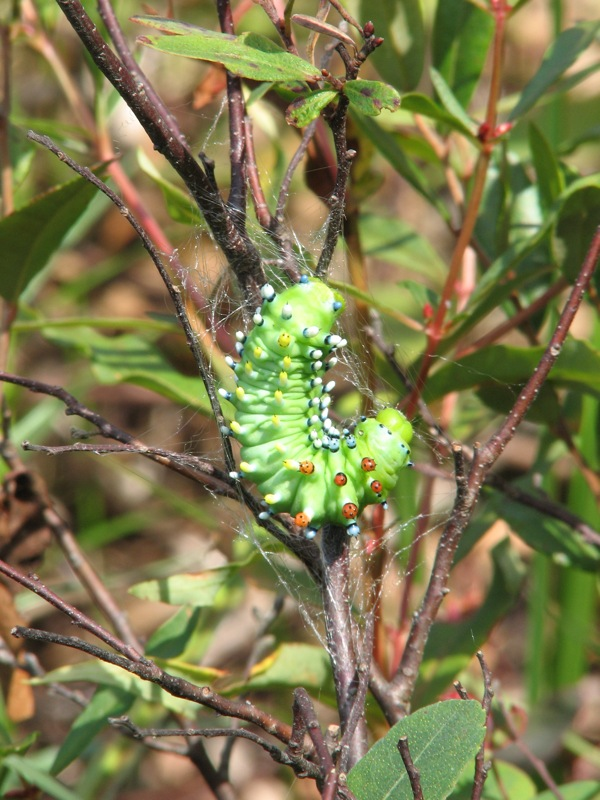
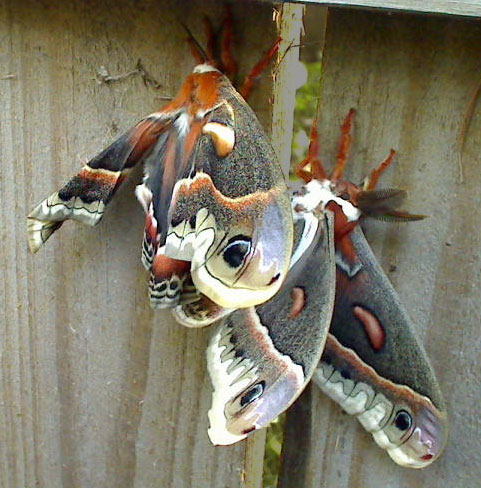